# فيرجينيا أوبراين
فيرجينيا أوبراين (بالإنجليزية: Virginia O'Brien)‏ هي مغنية وممثلة أمريكية، ولدت في 18 أبريل 1919 بلوس أنجلوس في الولايات المتحدة، وتوفيت في 16 يناير 2001 في الولايات المتحدة.

## أعمال

### أفلام
- (1946) فتيات هارفي

## وصلات خارجية
- فيرجينيا أوبراين على موقع IMDb (الإنجليزية)
- فيرجينيا أوبراين على موقع ألو سيني (الفرنسية)
- فيرجينيا أوبراين على موقع ألو سيني (الفرنسية)
- فيرجينيا أوبراين على موقع ميوزك برينز (الإنجليزية)
- فيرجينيا أوبراين على موقع تيرنر كلاسيك موفيز (الإنجليزية)
- فيرجينيا أوبراين على موقع أول موفي (الإنجليزية)
- فيرجينيا أوبراين على موقع قاعدة بيانات الأفلام السويدية (السويدية)
- فيرجينيا أوبراين على موقع إن إن دي بي (الإنجليزية)
- فيرجينيا أوبراين على موقع أول ميوزيك (الإنجليزية)
- فيرجينيا أوبراين على موقع ديسكوغز (الإنجليزية)